# 平則道
平 則道（たいら の のりみち）は、平安時代中期の武将。岩城則道とも呼ばれた。ただし、一次史料は存在しないため、実在性が疑問視されることもある。

## 経歴
則道は、寛弘5年（1008年）8月11日に生まれ、常陸国の府中に住んだという。前九年の役の際に、則道やその子・忠清、三舘権太郎清衡に軍功があったため、天皇より岩城18万石を賜ったという。
妻は徳姫であり（岩城成衡の妻とする説もある）、則道の死後、徳姫は剃髪して尼となり、白水阿弥陀堂を建立したと伝えられている。

## 系譜
- 父：平安忠?
- 母：不詳
- 妻：徳姫?
- 生母不明
  - 男子：平泰貞?
  - 男子：平貞衡?
  - 男子：平忠清?
  - 男子：平忠隆?
  - 男子：平直基?
  - 男子：平直忠?
  - 男子：平清衡?
  - 男子：平忠衡?
  - 男子：平繁衡?
  - 男子：平成衡?
  - 男子：平直衡?